# لويس باير
لويس باير (بالألمانية: Louis Jordan Beyer)‏ هو لاعب كرة قدم ألماني، ولد في 19 مايو 2000 في كمبن في ألمانيا. لعب مع فورتونا دوسلدورف.

## وصلات خارجية
- لويس باير على موقع الاتحاد الأوربي (الإنجليزية)
- لويس باير على موقع قاعدة بيانات كرة القدم.إي يو (الإنجليزية)
- لويس باير على موقع بيانات كرة القدم. دي إي (الألمانية)
- لويس باير على موقع Soccerbase.com (لاعب) (الإنجليزية)
- لويس باير على موقع Soccerway.com (الإنجليزية)
- لويس باير على موقع عالم كرة القدم.نت (الإنجليزية)